# Maln
Maln är en ort i Hudiksvalls kommun i Gävleborgs län.
Till och med år 2005 räknades orten som två separata småorter, Malnbaden (västra delen) och Malnbaden (östra delen). År 2010 blev den västra delen tätort och bytte namn till Maln. Den östra delen fortsatte att vara en separat småort. 2015 sammanväxte båda områdena i tätorten Hudiksvall.

## Befolkningsutveckling
| Befolkningsutvecklingen i Maln/Malnbaden västra 2010–2010 | Befolkningsutvecklingen i Maln/Malnbaden västra 2010–2010 | Befolkningsutvecklingen i Maln/Malnbaden västra 2010–2010 | Befolkningsutvecklingen i Maln/Malnbaden västra 2010–2010 | Befolkningsutvecklingen i Maln/Malnbaden västra 2010–2010 |
| --------------------------------------------------------- | --------------------------------------------------------- | --------------------------------------------------------- | --------------------------------------------------------- | --------------------------------------------------------- |
|                                                           |                                                           |                                                           |                                                           |                                                           |
| År                                                        |                                                           |                                                           | Folkmängd                                                 | Areal (ha)                                                |
| 2010                                                      | 2010                                                      |                                                           | 213                                                       | 35                                                        |
| Anm.: Ny tätort 2010, uppgått i Hudiksvall 2015           |                                                           |                                                           |                                                           |                                                           |